# Merana
Merana (piemontesisch Meiran-a) ist eine Gemeinde in der italienischen Provinz Alessandria (AL), Region Piemont. 

## Lage und Einwohner
Die Gemeinde Merana liegt rund 65 km südwestlich von der Provinzhauptstadt Alessandria entfernt, an der Grenze zu Ligurien Sie liegt an einer Flussschleife der Bormida di Spigno, einem der zwei Zuflüsse der Bormida. Das Gemeindegebiet umfasst eine Fläche von 9 km² und hat 179 (Stand 31. Dezember 2023) Einwohner. Durch Merana verläuft die Staatsstrasse 30 und die Bahnstrecke Alessandria-San Giuseppe di Cairo mit einem Bahnhof, an dem die Regionalzüge verkehren.
Die Nachbargemeinden sind Piana Crixia (SV), Serole  (AT) und Spigno Monferrato.

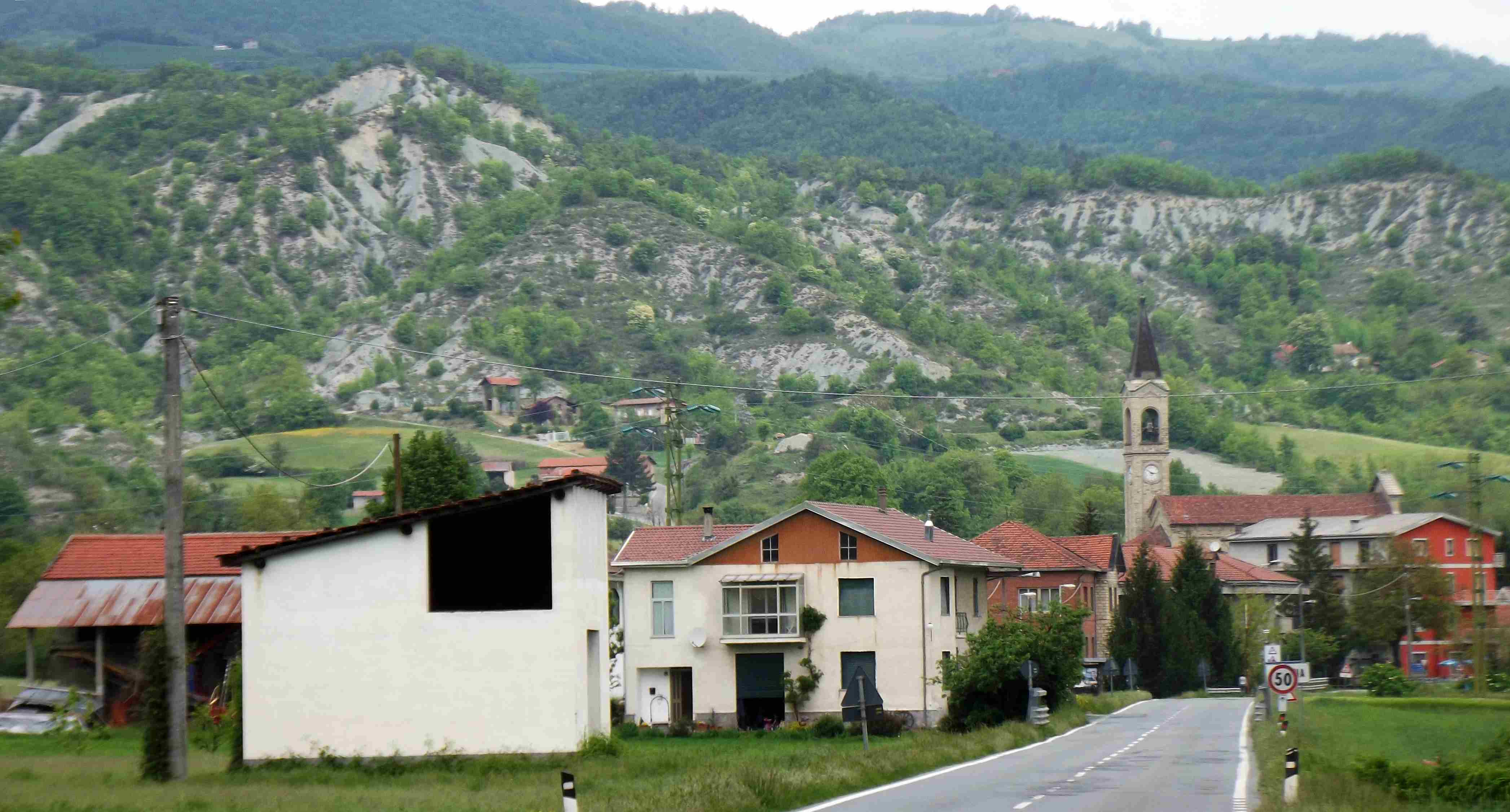
Panorama

## Geschichte

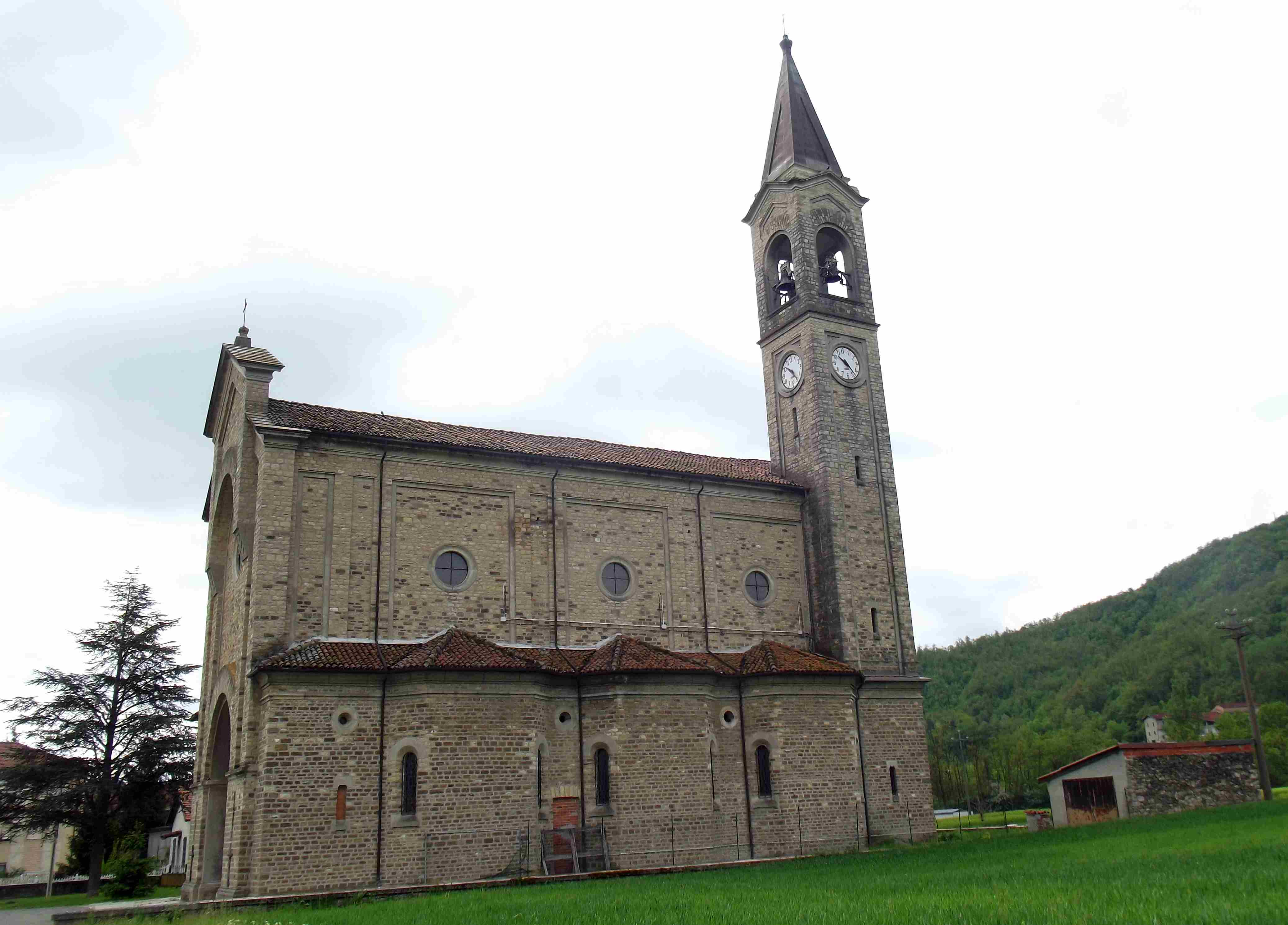
Kirche von Merana

Der Ortsname ist ab 1170 als „Mairana“ und „Meyrana“ bezeugt. Seine Etymologie ist nicht ganz klar und könnte entweder von „Mariana“, der weiblichen Form von Marius, oder von „Macrum(m)“ abgeleitet sein. Es entstand in der Antike und wurde von den ligurischen Staaten und danach von den Römern bewohnt. Auch andere Völker müssen in derselben Siedlung gelebt haben, wie aus den Funden steinzeitliche Artefakte wie Äxten und Ahlen aus poliertem grünem Stein hervorgeht. Gräber mit Keramik-, Glas- und Bronzewerkzeugen stammen jedoch aus der Römerzeit. 
Im Mittelalter war es im Besitz von Spigno Monferrato und folgte dem Schicksal dieser Gemeinde, indem es von den Aleramici von Ponzone zur Gemeinde Genua und schließlich zur Herrschaft der Asinari überging. 
Im 18. Jahrhundert wurde es, wie viele andere Städte in der Umgebung, in die Herrschaft der Savoyer eingegliedert.

## Sehenswürdigkeiten
- Ein alter Turm aus dem 12. Jahrhundert, der zu einer Reihe von Bauwerken gehörte, die als Wachposten für die Überfälle bewaffneter Banden oder die Bewegungen der Armeen der verschiedenen örtlichen Herren dienten.
- Die 1941 eingeweihte Pfarrkirche Santa Maria Assunta.

## Kulinarische Spezialitäten
In Merana wird Weinbau betrieben. Die Beeren der Rebsorten Spätburgunder und/oder Chardonnay dürfen zum Schaumwein Alta Langa verarbeitet werden. Barbera geht in die Erzeugung des Barbera del Monferrato ein.